# Basílica de San Judas Tadeo (El Santuario)
La Basílica de San Judas Tadeo es un templo colombiano de culto Cristiano católico bajo la advocación de San Judas Tadeo, está localizado en el municipio de El Santuario (Antioquia), donde se encuentra también la Iglesia de Nuestra Señora del Rosario de Chiquinquirá, y pertenece, junto a ésta, a la jurisdicción eclesiástica de la diócesis de Sonsón-Rionegro. Fue nombrada como Basílica Menor, por decreto de la Congregación para el Culto Divino y la Disciplina de los Sacramentos el 6 de diciembre de 2017.

## Historia
Los intentos a favor de la construcción del templo se remontan a finales del siglo XIX, cuando la devoción a San Judas Tadeo era prácticamente desconocida en el continente americano; en 1892, en El Santuario, se deseó construir un amplio templo con visión hacia el futuro; la edificación de este, sin embargo, nunca fue llevada a cabo. Tiempo después, la idea fue retomada, pero como los habitantes de la zona no lograron ponerse de acuerdo en cuanto a la advocación a la cual sería dedicado, el pueblo se dividió; para resolver esta situación, se colocaron en una urna los nombres de las advocaciones en que se habían dividido los santuarianos, es decir, la Virgen del Carmen, el Sagrado Corazón, San José y San Judas Tadeo; siendo este último el ganador, lo que conmocionó aún más a la población, pues este era confundido con Judas Iscariote, el que traicionó a Jesús (Marcos 14:43-46), el 11 de mayo de 1898 la diócesis de Medellín autorizó la construcción del templo.
A un educador de la región, Eusebio María Gómez, le fue encargada por varios comerciantes la labor de llevar de El Santuario a Medellín una considerable suma de libras esterlinas, sin darse cuenta, Gómez perdió dicha encomienda, motivo por el cual ingresó a rezar a la Iglesia de San Ignacio, para luego trasladarse a la Basílica Menor de Nuestra Señora de la Candelaria, al salir de ésta, en un expendio de artículos religiosos, vio una imagen de San Judas Tadeo con la inscripción «Abogado de los casos difíciles y desesperados», la que compró junto a su novena, que comenzó a hacer con la promesa de emprender la iglesia en El Santuario a cambio de recuperar el dinero perdido. El último día de la novena, Gómez entra a un restaurante, donde se le acerca un desconocido que le entrega el paquete donde estaba el dinero extraviado, sin que le faltase nada. Gracias a ello, y a otros sucesos posteriores ocurridos entre los devotos, la devoción hacia San Judas Tadeo fue propagándose, razón por la cual la conmoción fue cesando.
El 12 de julio de 1898 llegó al lote destinado para la construcción el ingeniero Emigdio Rincón Velásquez, oriundo de Marinilla, ese mismo día se firmó el contrato, acordándose un sueldo de $ 4.8 diarios. Rincón ordenó que, a más tardar, el 18 de julio siguiente se llevaran al sitio donde se levantaría la iglesia: 7 palas, 5 barras, 4 parihuelas de madera, 8 listones, 2 hilos de piola de 100 varas, una escuadra grande de madera, una regla, un recatón, un azadón y las herramientas necesarias para levantar piedra. Ese 18 de julio se midió el terreno: 40 varas de largo por 16 de ancho.
El 2 de agosto se celebró la fiesta de San José en la iglesia principal, presidida por el Presbítero Francisco José Calderón, fue en esta fiesta cuando llegó la imagen de San Judas al templo; se trata de un óleo realizado por Eusebio Gómez, pero luego fue reemplazado por una imagen barcelonesa. El 9 de septiembre la curia nombró la junta de construcción, y el 23 de septiembre siguiente, se le encargó a Rincón que buscara quién dibujara y diseñara la obra, y el 27 de septiembre se terminaron de sacar las cepas de piedra.
El 28 de octubre, día de San Judas Tadeo, se colocó la primera piedra, ceremonia a la cual llegaron, además del sacerdote local y el obispo, sacerdotes de Cocorná, Montebello y Vahos. El 4 de noviembre se encargó a Rafael Arístizabal la compra de 100 toneladas de cal en Abejorral, Rionegro y Santa Bárbara; posteriormente, el 12 de febrero de 1899, llegó la imagen barcelonesa de San Judas, encargada por el General Eusebio María Gómez Duque, padre de Eusebio María Gómez, tesorero de la junta de construcción de la iglesia; dicha imagen fue comprada por conducto del comerciante Abraham Moreno. Esta imagen fue llevada al templo de Nuestra Señora de Chiquinquirá el 6 de marzo siguiente.
El 7 de julio se reunió la junta, con el fin de determinar cómo se desviaría el agua para que llegara al lugar de la construcción, además, como se tenían ya listos 10 000 adobes y 50 jaulas de cal, se pusieron las primeras filas de adobe bajo la dirección de Rincón. El 1.º de mayo de 1900 la junta ordenó aumentar de 70 ¢ a $ 1.20 el sueldo de Maximiliano Hoyos debido a los adelantos en los trabajos de cantería, además, se ordenó la construcción de un templo adicional, y de construir una tapia más alta para la puerta por donde entraban los obreros y se autorizó al tesorero para vender animales y alhajas. El 20 de mayo de 1901 se aumentaron los sueldos de todos los obreros y de la junta directiva.
Las obras continuaron ese mismo año, pero terminaron por ser suspendidas, y el 17 de febrero de 1911 se reunieron los miembros que quedaban de la junta: el Pbro. Ignacio Botero, cura encargado y presidente, Eusebio María Gómez, tesorero, y Laureano Gómez, miembro adjunto, con el fin de hacer un presupuesto de gastos y rentas para reactivar la edificación, armándose un techo a dos aguas, obra de Cesáreo Tobón y Manuel Gallo, modificación del techo a una sola agua original, además, fabricaron y pegaron los adobes Eladio Villegas Arístizabal, Luis Gómez y Luis Salazar. En la construcción del altar laboró Antonio Mejía, mientras que Chucho Tobón y José de Jesús Zuluaga lo hicieron en las naves y ventanas. Su parte exterior estuvo terminada por completo en 1935, con una altura total del piso a la torre de 38 m, la nave central con una altura de 12.85 m y las laterales de 9 m. Por su parte, la planta del templo mide 56m×20.60 m.

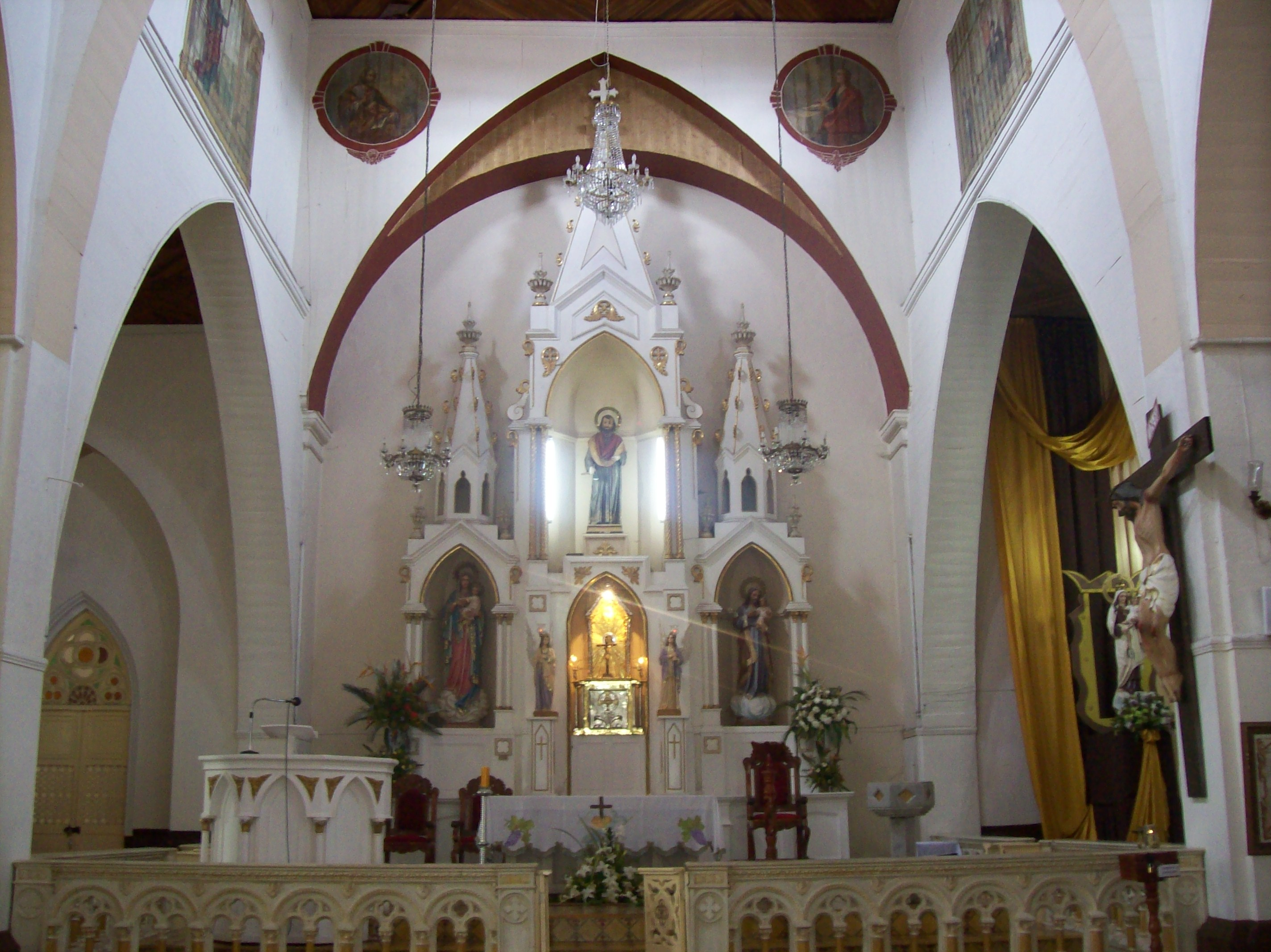
Altar principal.

El 24 de agosto de 1935 el templo fue inaugurado, consagrado y bendecido por Diego María Gómez a las 9:00 a. m. Sin embargo, siguió siendo decorado en los años posteriores, siendo Claver Ramírez el encargado de crear las estaciones del viacrucis, cada una de ellas mide 4.05 m de alto × 2.55 m de ancho, de este artista se encuentran también los lienzos El martirio de San Judas y Santa Cecilia.
Debido a un terremoto ocurrido en 1962, la torre de la iglesia se vio debilitada, razón por la cual debió ser reconstruida por Mons. Octavio Giraldo, mientras que el Padre Rodolfo González aprovechó la oportunidad para poner planchones de refuerzo. Después, encabezados por el Padre Carlos Cuervo Giraldo, los pobladores del sector de La Judea, como también se le conoce a la iglesia, solicitaron en diversas ocasiones su erección en parroquia, dicha solicitud fue atendida por Monseñor Alfonso Uribe Jaramillo mediante Decreto 008 del 14 de febrero de 1976, por medio del cual se segregó de la Parroquia de Nuestra Señora del Rosario de Chiquinquirá una nueva parroquia, con San Judas Tadeo como su patrono. El 29 de febrero de ese misdmo año, Alpidio Betancur Giraldo tomó posesión de la parroquia, y el 6 de agosto de 1978, se posesionó como su segundo párroco Camilo Gómez Gómez.

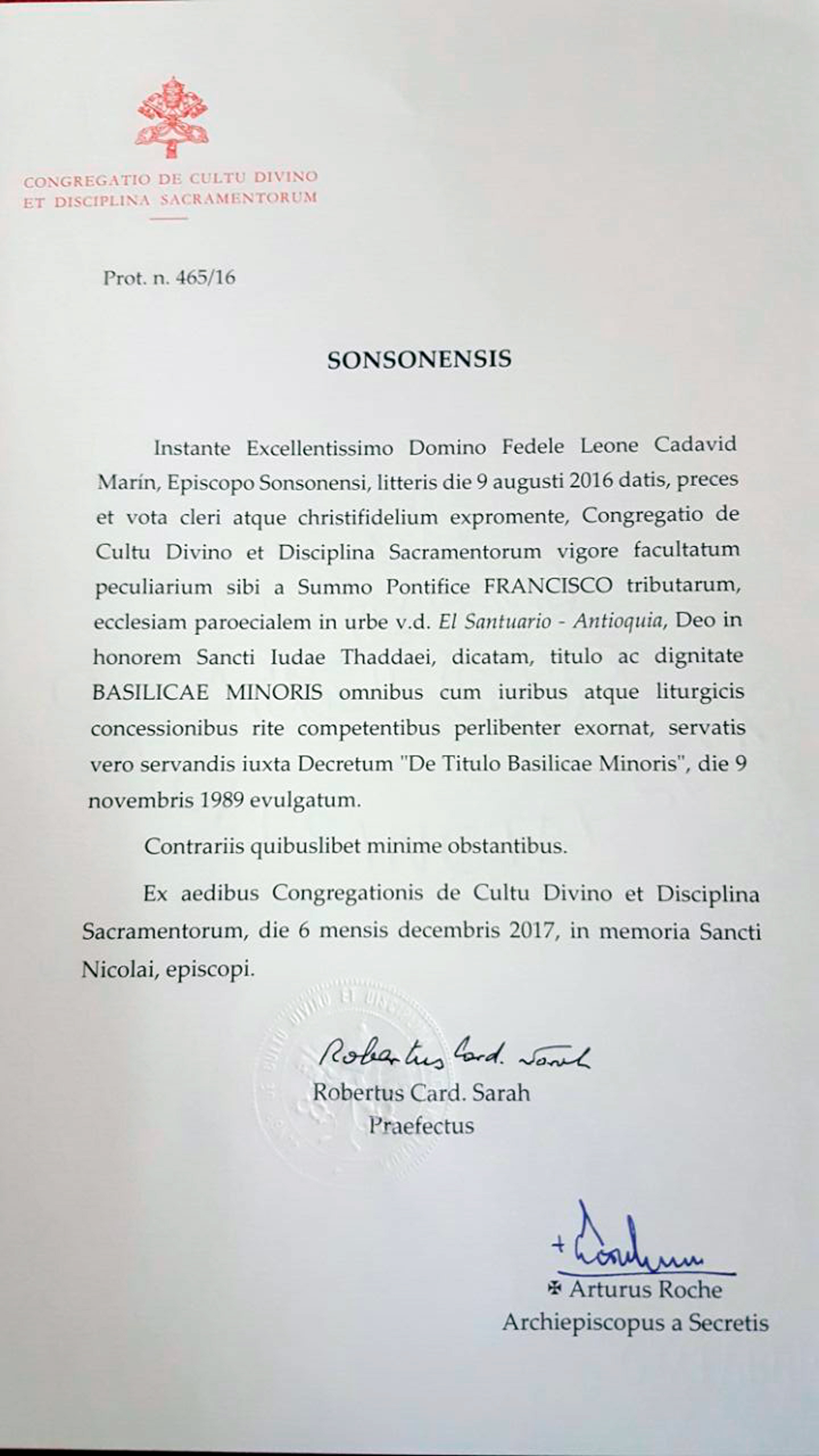
Decreto de nombramiento como basílica.

El párroco Camilo Gómez Gómez, autorizado por la curia, y asesorado por el arquitecto Jairo Mejía y el ingeniero Víctor Suárez, reforzó la construcción con vigas de amarre y columnas, y colocó también una cubierta de cobre, trabajo que demoró dos años y costó cinco millones de pesos.
El 6 de diciembre de 2017, la Congregación para el Culto Divino y la Disciplina de los Sacramentos, otorgó el título de Basílica Menor al templo de San Judas Tadeo.